# 工藤慶一
工藤 慶一（くどう けいいち、1948年（昭和23年） ‐）は、日本の教育者、社会運動家、フリーランスの学者。

## 人物経歴

### 概略
1948年、旭川市出身。国立北海道大学（理学部）の学生時代、教育制度への疑問やベトナム戦争反対を訴え学生運動に身を投じ、3年生の時、大学を中退した。印刷会社のアルバイトを経て、ガソリンスタンドを展開する石油販売会社の総務部に所属し、資金繰りや決算などを担当する。90年には、市民有志で、「札幌遠友塾 自主夜間中学」を発足させ、1996年から2010年まで代表を務めた。 
2023年現在、「北海道に夜間中学をつくる会」で共同代表を務めている。 

### 外部記事より抜粋
「2010年5月　工藤慶一さん〜札幌遠友塾自主夜間中学代表 ‐ お独り様会」に掲載の記事が、工藤慶一という人物を端的に物語っている。その部分を以下に抜粋した。
・私（工藤慶一）が生まれ育った旭川市の春光町や花咲町は、旧日本軍の兵舎などが多く残り、そこには樺太から引き揚げてきた人たちがたくさん住んでいました。とても貧しくて、小学校の同級生の中には、修学旅行に持っていくお米がない人もいました。

・中学３年の卒業間近の時、あだ名が「デン助」というクラスメートが、彼の亡くなったお兄さんが使っていた高校の数学の参考書を私に手渡ししてこう言いました。「ヤカン（私のあだ名）、これを使って世の中を良くしてくれ」と。その時彼は、すでに両親も亡くしており、親戚の家から中学校に通っていたのです。彼自身は上の学校に行くこともかなわず、私に何かを託したのです。それは、とてつもない人生の宿題でした。
・このため、大学を出て普通に就職する気もおこらず、大学理学部を３年で中退し、印刷工場で何年かアルバイトをした後、石油販売会社に就職しました。学びたくても学べないことがあり、だからこそ本当に学びたいという人の願いに応え、共に歩むことのできる道とは何かを、この間、私はずっと考えてきたように思います。
・自分の考えていたことが具体的に動き出したのは、38歳の時、1987年の北海道新聞に掲載された「遠友塾読書会」の記事を目にしてからでした。牧野金太郎先生（故人）が主催し、札幌で自主夜間中学の設立を目指していました。北海道で10万人を超える実質的に義務教育を終えていない人たちが切実に学びの場を求めており、憲法第26条にある教育を受ける権利を具体化したいという願いから始まった活動で、会の名は、1944年まで50年間続けられた「遠友夜学校」からつけられていました。

・この動きは、私の探し求めてきた道だと直感しました。すぐに参加し、２年後には札幌遠友塾準備会を開いてスタッフを集め、賛助会員を募集し、３月に北海道新聞に記事を載せていただいて受講生を募りました。入学希望の電話が鳴り止まず、学びを求めている人たちがたくさんいることが分かりました。とうとう100人を超えたところで募集は打ち切らざるを得ず、残りの人には翌年まで待っていただくほどでした。
――2010年5月 工藤慶一さん〜札幌遠友塾自主夜間中学代表 ‐ お独り様会、より抜粋、一部修正加筆
（※商用目的以外のコンテンツ使用は、サイト運営者の許諾を必要としない旨、記述あり）　

## 夜間中学を本当の教室で開校する夢の実現まで

### 夢実現までの道のり
- 教師役の「遠友になれる人」の意味について書かれた工藤慶一（当時、札幌遠友塾自主夜間中学スタッフ）の文章に、受講生Ｋさんの体験発表を引用しながら、次のような言葉が出てくる[4]。

「『覚えられない自分が情けなくて、自宅の窓から見える藻岩山に向かって、何度も涙を流しました。スタッフのＹさんに辞めようかと相談もしました。「もう少し頑張って」と励まされて、気を取り直しました。』とある。めげようとする受講生がやめないよう、必死になって支えることが、スタッフの第一の役割であることが続いたため、いつしか私たちは『教える』のではなく『ともに生き、ともに学ぶ』のだという思いを持つようになってきた。『遠友になれる人』とは、こういうことなのかと得心できたのである」
- 1989年（平成元年）10月結成の「札幌遠友塾準備会」（代表・工藤慶一：会社員、39歳）の活動を経て、1990年（平成2年）4月29日に結成式・開講式をおこなった「札幌遠友塾自主夜間中学」は、後に、その「あゆみ」を一覧にした表の中で「1987年（昭和62年）9月、遠友塾読書会開始（牧野金太郎世話人）、『君たちはどういきるか』他、場所・北海道教育会館」としている。（ただし、公立図書館に依頼しての調査でも、1987年（昭和62年）9月および前後の月の『北海道新聞』には、この関連記事は見当たらない）

- 1990年（平成2年）4月29日、民間人有志による「札幌遠友塾自主夜間中学（通称・遠友塾）」が札幌市内に設立され、結成式・開講式が実施された。

- 結成式・開講式（入学式）は、１年生95人出席のもと、札幌青少年センターで執り行われた。

- 同塾は、牧野金太郎（元中学校教師）が主宰した「遠友読書会」を前身とし、これを発展する形で設立された学びの場で、工藤慶一（当時、会社員）が1989年（平成元年）10月に「札幌遠友塾準備会」を結成し、準備を進めて実現した夜間の私塾である。（創設者の１人・工藤慶一は40歳であった。工藤は、1996年（平成８年）8月～2010年（平成22年）7月、札幌遠友塾第2代代表や、のちに「北海道に夜間中学をつくる会・共同代表も兼任した）

- 同塾の創設の精神は、新渡戸稲造が1894年（明治27年）に開設し1944年（昭和19年）まで存在した「遠友夜学校」をモデルにして、「助け合いと支え合い」を理念に本当の学校を求めて設立された。

- 「札幌遠友塾自主夜間中学」の初代代表に後藤鎮義（元高校教師）が、事務局長に馬場克明（小学校事務職員）が就いた。（以降の同塾の代表は次の通りである。1996年（平成8年）8月から第2代目・工藤慶一。2010年（平成22年）8月から第3代目・井上大樹。2012年（平成24年）4月から代表代行・富田忠義。同年8月から第4代目・遠藤知恵子。2022年（令和4年）4月から5代目・黒澤晴一。2023年（令和5年）8月末現在は黒澤が継続）

- 1998年（平成10年）6月1日、工藤慶一は、北海道情報宣伝研究会発行の月刊誌『NODEODE（ノード）』NO.6（通刊7号）「特集・行き詰まる学校・家庭・地域」のp36‐40に「札幌遠友塾自主夜間中学」を寄稿した。

- 1999年（平成11年）7月、「開講10周年記念のつどい」を開催した。（講座開始の基点を1989 年（平成元年）10月結成の「札幌遠友塾準備会」としている）

- 2003年（平成15年）4月からは、札幌遠友塾自主夜間中学の中に「じっくりコース」を、2006年（平成18年）4月からは、「じっくりクラス」を開設した。

- 2007年（平成19年）2月17日、「北海道に夜間中学を作る会[注 1]」への参加の呼びかけが設立準備会発起人・工藤慶一（札幌遠友塾自主夜間中学代表）からなされた。

- 同会の「設立総会を同年５月19日に開催する」とのお知らせが送られた。

- 設立趣意書

誰もが教育を受ける権利があり、学ぶことが生きる喜びになることを実在のものとするため、札幌遠友塾自主夜間中学の授業が始まってから17年。長年使用してきた札幌市民会館が3月に閉鎖になり、新年度4月から札幌市教育文化会館に学びの場が変わろうとしています。／中国から帰国した人や不登校の子供たちなど、新たな入学希望が増えているなか、必要とされる教室数や教材の保管場所確保のため「学校の教室を使わせてほしい」という私達の願いは未だかなえられていません。こうした現実を打破する全く新たな道が求められています。／昨年8月、日弁連より政府に「学齢期に修学することができなかった人々の教育を受ける権利の保障に関する意見書」が提出されました。これは全国夜間中学校研究会が訴え、日弁連が受け入れたものです。この意見書の内容を基にして、義務教育に関する大切な提案を北海道と札幌市に行い、話し合いを続けることが必要な行動であると決意するに至りました。
- 2007年（平成19年）2月17日、「北海道に夜間中学をつくる会」のホームページ[注 1]が、設立準備会発起人・工藤慶一らによって立ち上げられた。

- 「プロフィール」によると、「2007年（平成19年）2月17日に出された『設立趣意書』、全てはここから始まりました」という。

- 2007年（平成19年）3月21日、「札幌遠友塾自主夜間中学」（代表・工藤慶一）は、「札幌市民会館」での最後となる第15回卒業式を挙行した。

- 19人が巣立った。高校（通信制）に進学する卒業生は開校以来最多の6人もいると発表された。（昨年までに総計235人が卒業していた）

- 同年3月22日付け『北海道新聞』は見出し「万感の笑顔よく頑張りました／自主夜間中学・札幌遠友塾の卒業式」で、同日付け『毎日新聞』は見出し「30～70代の19人『巣立ち』／『札幌遠友塾自主夜間中学』で卒業式」で報道した。

- 長年会場として使用してきた市民会館は、1958年（昭和33年）7月に旧「豊平館」跡に建設された建物で、耐震構造や老朽化の問題で、2007年（平成19年）3月末で使用停止となり、のちに建物は取り壊された。

- 2007年（平成19年）5月19日、「北海道に夜間中学をつくる会」の設立総会が設立準備会発起人・工藤慶一によって札幌市中央区「かでる2・7」で開催された。

- 設立総会では、7章22条からなる「北海道に夜間中学をつくる会規約」が審議され、同日から施行することを決定した。（規約は、2010年（平成22年）6月1日に一部改正され現在に至っている）

- 同会の「目的」は「義務教育を受ける機会が実質的に得られなかった人たちの学ぶ権利を保障することを目指す」とし、「目標」は「目的を達成するために行政に対し、以下の要請を行う。①北海道におけるセンタ－校の役割を担う、公立夜間中学校（公立中学校夜間学級）の札幌市での開設。②道内の自主夜間中学を運営する民間団体に対する、学校の教室を主とする施設の提供と財政的支援。③教育を受ける機会を保障するため、個人教師の派遣などの施策。④シニアスク－ルなど、既存の学校の受け入れ対象者の拡大。⑤住所変更届や病院の問診票など、公的書類の漢字にひらがなをふり、苦しみを和らげること。⑥その他必要な施策」とした。

- 2007年（平成19年）度、初代の共同代表に「工藤慶一」を選出し、当面、副代表はおかず、事務局長に「清水芳洞」をあて、同次長に「泉雅人・丸山仁」をあてる体制で、事務所は工藤方（のちに「札幌市エルプラザ事務ブース」）においた。

- 2009年（平成21年）5月31日開催、第3回定期総会において、2009年（平成21年）度の役員選出が行われ、不登校の若者が自主夜間中で学ぶケースもあることから、フリースクールとの連携を強めるために共同代表に「亀貝一義」（NPO 法人フリースクール「札幌自由が丘学園」理事長）を加えた（工藤慶一共同代表は継続）。清水事務局長の退任に伴い、「泉雅人」が事務局長に昇格し、同次長には留任の「丸山仁」と欠員補充で「飯塚英明」を選出した。副代表が置かれたのは2010年（平成22年）度からで、同年6月1日、今西隆人（函館遠友塾）と菅裕子（釧路くるかい）が就任した。

- 2007年（平成19 年）10月9日、札幌遠友塾自主夜間中学（代表・工藤慶一）は札幌弁護士会から2007年度の「人権賞表彰」を受けた[5]。

- 札幌遠友塾は同日、札幌弁護士会（会長・向井諭）から、人権擁護に取り組む個人や団体を表彰する2007年度の「人権賞」に選ばれ、札幌弁護士会館で表彰された。表彰式には、工藤代表と清水芳洞事務局長が出席し、記念の盾と副賞を受けた。1990年（平成2年）から、家庭の事情などで学校に通えなかった人に学びの場を提供し、ボランティアが授業や運営を受持ち、これまでに多くの卒業生を送り出し、学ぶ権利を具体化するため、地道な活動の努力を重ねたことが評価された。

- 2007年（平成19年）12月22日、「北海道に夜間中学をつくる会」（共同代表・工藤慶一）の会報『きぼう』No.1が発行された。

- 同会が同年5月に結成され、会員が広域に存在することから、最近の会活動の動向などの諸情報やニュースを的確に伝えるために会報が発行されることになった。会報は原則年2回発行、Ａ4判全6～8ページとし、事務所から発信される。

- 代表の工藤は創刊号の「ごあいさつ」で次のように述べている。以下に抜粋した。「昨年7月、全国夜間中学校研究会から札幌市教育委員会に出された要望書に対する回答は、『公立夜間中学の設置要求はない。北海道の動向等に留意する』というものでした。これを見た時、17年間の遠友塾の授業実践や教室場所確保の交渉経緯に何らふれることなく、道教委の様子を伺う待ちの姿勢に我慢がなりませんでした。このままでは遠友塾は無視されたままになってしまう、それなら、正々堂々と真正面から立ち向かっていこうと思ったのです。こうして、本年5月に『北海道に夜間中学をつくる会』が立ち上がり、5項目にわたる要望書を札幌市と北海道に提出しました。……」※漢字の振り仮名はすべて省略した。
- 2009年（平成21年）2月27日付け『北海道新聞』朝刊地方版は、川原田浩康（北海道新聞記者）が書いた記事「＜街のうた＞しなった看板」を載せた。

- 「札幌市中央区の向陵中で20日に行われた、教職員から自主夜間中学「札幌遠友塾」への看板贈呈式。ケヤキ製の看板が、製作した高橋正幸教諭から渡されると、工藤慶一代表は顔を覆った両手を下ろせなくなった。看板は少しだけしなっていた。／さまざまな事情から学校に通えなかった人々が通う同塾。教室探しには苦労してきた。

### 本当の教室で授業がしたい・夢が実現
- 2009年（平成21年）4月2日、札幌遠友塾自主夜間中学が熱望していた「札幌市立向陵中学校での教室使用」の許可が、ついに札幌市教育委員会から下りた。

- 形式的には、同日付け「札教管許可第09 23号」札幌市教育委員会から札幌遠友塾自主夜間中学代表者・工藤慶一への「行政財産使用許可書」は、同年3月23日に提出した行政財産の使用についての申請の許可であった。長い間、働きかき続けた「本当の教室での授業」の要望がやっと実った。

- 改めて2009年（平成21年）6月30日には、追加の行政財産の使用申請が、札幌遠友塾自主夜間中学代表者・工藤慶一から提出され、同年7月15日付け「札教管許可第09 69号」をもって札幌市教育委員会から「行政財産使用許可書」が下りた。

- 許可されたのは合わせて、札幌市立向陵中学校の「普通教室５室、多目的室、資料室」の使用で、目的「授業の実施及び教材の保管場所」として、2009年（平成21年）同年4月からの毎週水曜日（午後6～9時）に限られた。使用料は年間推計約12万円であった。

- 使用許可期間は、2009年（平成21年）4月5日～2010年（平成22年）3月31 日とされた。しかし、「ただし、使用許可期間の更新を受けようとするときは、使用許可期間満了の日の60日前までに、継続使用許可申請書を提出しなければならない」の規定によって継続使用は認められる。

- 2009年（平成21年）4月22日、「札幌遠友塾自主夜間中学」（代表・工藤慶一）は、第20回入学式を新しく会場となった「札幌市立向陵中学校」で挙行した。

### 朝日新聞の報道
- 前々日の4月20日付け『朝日新聞』北海道版は、見出し「満願の春校舎で授業／在校生ら学ぶ喜び新た／自主夜間中・遠友塾／札幌市が教室提供」の記事で、長年の希望がやっとかなった曲折の歴史を詳しく伝えた。

- 同塾の新入生は29人であった。式典では、同中学校の新校長・植村敏視から祝辞が述べられ、定年退職の前に、特段の理解と配慮で受け入れを促進させた功労の前校長・佐藤信からのお祝いの言葉も代読された。

### 夢の結実・工藤慶一｜謝辞
- 後日、植村校長への礼状の中で、工藤代表は「校長先生の『遠友塾を迎えて、札幌一のマンモス校である向陵中学の新しい時代が始まる』とのお言葉を聞いたとき、私は人の情にふれる思いがして心の中で泣いていました。……改めて『夜間中学が必要である』との認識を新たにしました。こうした活動を安心して行えるようになったのも、校長先生をはじめ教職員の皆様のおかげであり、厚くお礼申し上げます。今後ともお力をおかしいただきたく、切にお願い申し上げます」と伝えた[4]。

## 夜間中学を本当の教室で開校する夢の実現後

### 夢の実現後
- 遠友塾の受講生の基本的な学習活動（授業）での使用は、毎週水曜日の午後6～9時の3時間で、校舎の使用は、通常の生徒用とは異なる、「遠友塾」の名板が掲げられた新玄関から受講生は出入りをする[4]。

- 同中学校は、地下鉄東西線「西28丁目駅」のエレベーター昇降口がある出口から徒歩2分の場所に所在し、交通の便利さから選ばれた。（ただ、校内にはエレベーターが設置されていないので、車椅子使用者等の2階への移動に課題を抱えた）

- 2003年（平成15年）8月以降、札幌遠友塾は、講座（授業）の円滑な維持のために、｢公立学校の教室利用｣を切望し、札幌市長や札幌市教育委員会に何度も「要望書」や「お願い」を提出し、北海道議会や札幌市議会に陳情書を提出し、紆余曲折の長い道程を粘り強く交渉と提案と協議を重ねてきた。新渡戸稲造の教育精神を尊重し温情をもって迎え入れた向陵中学校の慈愛は、塾生（生徒）にとって、やっとたどり着いた「遠友の灯」となった。

- 遠友塾での塾生の学びの様子などを地域の方々にも知っていただくための広報紙『こんばんは、遠友塾です！』が2010年（平成22年）6月から発行された。

- 2010年（平成22年）6月9日、「遠友塾自主夜間中学」（代表・工藤慶一）は、広報紙『こんばんは、遠友塾です！』の第1号を発行した。

- 夜間中学の会場を「札幌市立向陵中学校」に変更した翌年の4月から、遠友塾での学びの様子を地域の方々にも知っていただくために、遠友塾が「遠友塾と向陵中学校の教職員・生徒・父母・地域の方々とをつなぐ広報紙」として発行してきたものである。遠友塾と向陵中学校との交流、遠友塾の取り組みなどを中心に紹介している。Ａ4判2ページで、以後も、年間2～3回のペースで不定期にずっと発行し続けた。同中学校関係者・生徒への全員配布、近隣町内会の回覧板での閲覧のほか、インターネットでPDF版を公開している。

- 2021年（令和3年）3月、30周年記念を機に、2020年（令和2年）3月11日発行第26号までの合本冊子（10年・26回分）を発行した。

- 2023年（令和5年）8月末現在、最新号は同年6月5日発行の第31号である。

- このような教育的遺産の経過の中で、1990年（平成2年）に札幌遠友塾自主夜間中学が設立され、遠友夜学校の精神は今も札幌の地で脈々と受け継がれているという。この設立に携わった工藤慶一代表が、その設立趣意書の中で述べた言葉を引用し、札幌遠友夜学校が設立された明治期の小学校就学率50%という社会的状況とは違った意味で、今日でも教育的弱者がかなりの規模で存在し、その一人ひとりが自己実現の機会を切実に待っていることを読み取ることができるとした。

- 2015年（平成27年）9月12日、札幌遠友塾自主夜間中学（代表・遠藤知恵子）は、札幌市教育文化会館で「札幌遠友塾25年の集い」を開催した。

- 札幌遠友塾が設立（開講）25年を記念し、『北海道自主夜間中学校交流会・札幌遠友塾25年の集い』として開催したものである。

- 設立者の1人・工藤慶一の講演「遠友塾の歴史と今後の課題―札幌遠友塾の歴史を中心に―」は、参加者を紹介しながら感動的に語られた。のちにまとめられた冊子『同集い記録集』（翌年3月発行？）のp4‐20に各種資料・報道記事などとともに収録し、公開された（インターネット記事でも読める）。

- 2018年（平成30年）2月26日、工藤慶一（札幌遠友塾自主夜間中学代表）は、ロング・インタビューに応じて多方面のさまざまなことを語った。

- 同年7月8日、応答の内容は「インタビューサイト・ユーフォニアム」で公開された。題は「工藤慶一さん（札幌遠友塾自主夜間中学代表、北海道に夜間中学を作る会代表）学びの機会を失った人たちとの出会いが自分の道となった」であった。

### ドキュメンタリー番組で取り上げられる
- 2018年（平成30年）3月18日、テレビ東京は、ザ・ドキュメンタリー「学ぶこと／生きること／遠友塾の人々」（30分番組）を放送した。

- 内容概要「戦中戦後の混乱期に十分な義務教育を受けられなかった人々が通う札幌遠友塾（自主夜間中学）を舞台に、学びを取り戻そうと努力するお年寄りと、それを支えるボランティア・スタッフの絆を描く。人生の大半を活動に捧げてきた工藤慶一さんの生きざまにも迫る。遠友の名は戦前、新渡戸稲造が札幌に設立した遠友夜学校から取った。新渡戸はクラーク博士の弟子に当たり、『青年よ大志を抱け』の名言には、現代にも息づく人間愛の精神が込められていた」

- 2018年（平成30年）5月4日、テレビ北海道で再放送された。

- これらの以前に、2016年（平成28年）5月、工藤慶一は「月刊社会教育」編集委員会編『月刊社会教育』（旬報社発行）60巻2号（通巻720 号）p60‐63で「夜間中学のいま（2）札幌遠友塾自主夜間中学の26年と未来」を寄稿した。

### その後の活動｜論文等
- 2022年（令和4年）8月31日、学会誌（「基礎教育保障学会」の機関誌『基礎教育保障学研究』第6号）に、工藤慶一は2編の報告論文を寄稿した。

- 札幌遠友塾自主夜間中学の生みの親で、「北海道に夜間中学をつくる会」の共同代表である工藤は、「北海道に夜間中学をつくる会」の肩書で報告「自主夜間中学の実践からみた日本語リテラシーの課題について」をp70‐78に載せた。

- また、同誌に工藤は、「札幌遠友塾自主夜間中学」の肩書で報告「札幌市立夜間中学開設の意義と今後の課題」をp195‐201に載せた。この中で①「札幌遠友塾自主夜間中学31 年のあゆみ」、②「札幌遠友塾自主夜間中学と札幌市立星友館中学校との共存」にふれた。

- ②の両者の共存については、「新たな時代に入ることは間違いない。当事者に届くアンケート調査（2018年（平成30年）、下記文献）の結果は、公立夜間中学入学希望者と入学しない人が拮抗していた。入学しない人の理由は。高齢と仕事の忙しさのために毎晩は通えないからである。更に、やっと家から出ることができるようになった若い人が、毎晩の通学が可能になるためには、まずは自主夜間中学で週に1度か2度足慣らしをし、年配の受講生から受ける暖かく優しい雰囲気の中で経験を積み、その上で公立夜間中学に入学するという、ゆったりした考えがいいと思う。少なくとも、学齢期の若い人が遠友塾に来て元気になる姿を見る経験からはそう言える。既に遠友塾から星友館へ入学する人、逆に星友館に入ろうと思った人が遠友塾へ入学するというケースが複数出てきている。この意味で学びの場の、車の両輪として『札幌遠友塾』は『星友館中学』と共に歩む存在でありたい」

- 2018年（平成30年）8月22日発行、学会誌『基礎教育保障学研究』第2号、p64‐81 、実践論文（遠藤知恵子・横関理恵・工藤慶一「北海道教育委員会による『公立夜間中学に関するアンケート等調査』への参加・協働の経緯と、その結果の意味するもの」）なお、この論文は、2017年（平成29年）9月3日開催の「基礎教育保障学会第2回研究大会」で、特別報告として発表したものを再構成した。

- 2022年（令和4年）8月31日、学会誌にシンポジウム報告「北海道の夜間中学と基礎教育保障のこれからを考える」が収録された。

- 学会誌は「基礎教育保障学会」発行の機関誌『基礎教育保障学研究』第6号で、p195‐233に関係資料論文が5編掲載された。①＜報告＞工藤慶一（札幌遠友塾自主夜間中学）「札幌市立夜間中学開設の意義と今後の課題」（前項目で紹介した）、②＜報告＞工藤真嗣（札幌市教育委員会）「札幌市立夜間中学の構想」、③＜報告＞行徳義朗（北海道教育庁学校教育局義務教育課）「北海道における夜間中学校等の在り方についての検討状況と課題」、④＜報告＞横関理恵（拓殖大学北海道短期大学）「北海道各地方の義務教育未修了者等と基礎教育保障の展望」、⑤＜報告＞横井敏郎（北海道大学）・ 遠藤知恵子（札幌遠友塾自主夜間中学）「北海道の夜間中学と基礎教育保障のこれからを考える─シンポジウムの質疑とまとめ─」[4]

### 映画化される
- 野澤和之監督『新渡戸の夢～学ぶことは生きる証～』[6]がその映画。この夏（2024年7月）上映が開始された。新渡戸稲造がかつて描いた夢を今こそ生かしたいという人々が登場人物である。その中心となるのが、工藤慶一の「札幌遠友塾 自主夜間中学 [7]」。事情があって学ぶことのできなかった高齢者が、様々な肩書のボランティアから国語や算数の授業を受ける。新渡戸のポリシーはリベラル。垣根のないことである。富や名誉など身分に関わりなく人には勉強する権利があるという考え方。映画のプロデューサーである並木秀夫[8]は、「閉塞感のある今の時代こそ新渡戸の思想が見直されてほしい」と語る。今の世でも、漢字やアルファベットが読めず、生活の中で不便を感じている人は皆無ではない。そんな人々が学習を通して困難を克服したとき、自分は幸せだと笑顔になる。これも夜間中学の使命である、と関係者らは語る。 極北の全共闘編集委員会『極北の全共闘―あの時代と私たちの55年―』極北の全共闘編集委員会（発行所：株式会社クルーズ）、2024年7月31日. に折り込まれた「編集委員会だより＜編集後記にかえて＞」では、工藤慶一は以下のように記述している。その部分を抜粋した。「遠友夜学校」に込めた新渡戸稲造の想いは、現在どう継承されているのだろうか？　その答えを探るドキュメンタリーの旅が始まる。「遠友夜学校」の卒業生は誰も生存していない現在、その痕跡を求めて卒業生の子供たちに出会い、父母から聞かされていた「遠友夜学校」の生活を彼らが語り始める。北海道大学にはボランティアサークルとして市民講座「平成遠友夜学校」が開設され、札幌市民に門戸を開いている。また1990年に「札幌遠友塾自主夜間中学」が創設され、遠友夜学校の精神を今に受け継いでいる。教育を受けることができなかった人たちが、学ぶことで自己を取り戻し、夢や希望を叶えている姿が美しい。学ぶことが生きる証と喜びになっている。